# Landgericht Greifswald

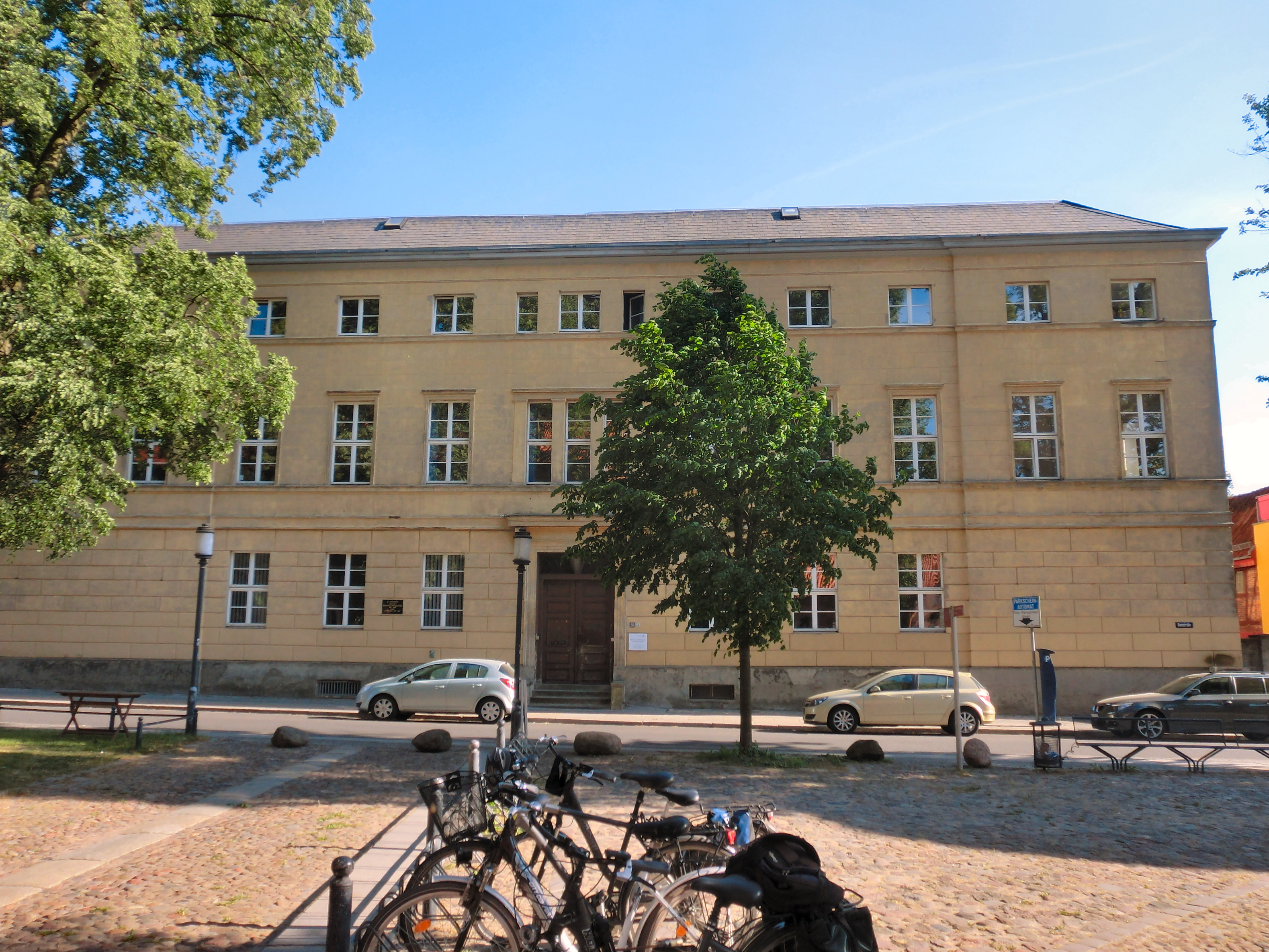
Ehem. Landgerichtsgebäude (2012)

Das Landgericht Greifswald war ein preußisches Gericht der ordentlichen Gerichtsbarkeit im Bezirk des Oberlandesgerichtes Stettin mit Sitz in Greifswald.

## Geschichte
Das königlich preußische Landgericht Greifswald wurde mit Wirkung zum 1. Oktober 1879 als eines von fünf Landgerichten im Bezirk des Oberlandesgerichtes Stettin gebildet. Es ersetzte damit das Appellationsgericht Greifswald. Der Sitz des Gerichtes war Greifswald. Das Landgericht war danach für die Kreise Stralsund, Rügen, Franzburg, Greifswald, Grimmen, Anklam, Demmin und die Amtsbezirke Peenemünde, Crummin und Neuendorf aus dem Kreis Usedom zuständig. Ihm waren folgende elf Amtsgerichte zugeordnet:
| Amtsgericht                         | Sitz             | Bezirk |
| ----------------------------------- | ---------------- | --- |
| Amtsgericht Anklam                  | Anklam           | der Kreis Anklam |
| Amtsgericht Barth                   | Barth            | aus dem Kreis Franzburg die Stadtbezirke Barth und Damgarten, die Amtsbezirke Bodstedt, Darß, Daskow, Divitz, Kenz, Lüdershagen, Pantlitz, Prerow, Pütnitz, Saal und Zingst sowie der Amtsbezirk Sundische Wiese ohne den Gutsbezirk Pramort |
| Amtsgericht Bergen auf Rügen        | Bergen auf Rügen | der Kreis Rügen |
| Amtsgericht Demmin                  | Demmin           | der Kreis Demmin außer dem Teil, der dem Amtsgericht Treptow zugeordnet war |
| Amtsgericht Franzburg               | Franzburg        | der Kreis Franzburg außer dem Teil, der den Amtsgerichten Barth und Stralsund zugeordnet war |
| Amtsgericht Greifswald              | Greifswald       | der Kreis Greifswald ohne den Teil, der dem Amtsgericht Wolgast zugeordnet war; aus dem Kreis Grimmen der Amtsbezirk Gristow, die Gutsbezirke Dömitzow, Falkenhagen, Hankenhagen, Ober- und Nieder-Hinrichshagen, Reinberg und Stahlbrode aus dem Amtsbezirk Brandshagen sowie der Gemeindebezirk Neu-Miltzow, die Gutsbezirke Klein-Miltzow und Wilmshagen und der Gemeindebezirk und Gutsbezirk Mannhagen |
| Amtsgericht Grimmen                 | Grimmen          | der Kreis Grimmen außer dem Teil, der den Amtsgerichten Greifswald, Loitz und Stralsund zugeordnet war |
| Amtsgericht Loitz                   | Loitz            | aus dem Kreis Grimmen der Stadtbezirk Loitz, die Amtsbezirke Beestland, Demmin und Görmin, aus dem Amtsbezirk Glewitz die Gemeindebezirke Nossendorf, Seedorf und Wotenick und die Gutsbezirke Glewitz, Jahnkow, Langenfelde, Medrow, Nossendorf, Randow, Toitz, Volksdorf, Woldeforst, Woldhof und Wotenick, aus dem Amtsbezirk Rakow die Gemeindebezirke Vorbein und Wüstenbilow sowie die Gutsbezirke Drosedow, Düvier und Kronwald, die Forstgutsbezirke Rieltitz, Poggendorf, Rustow, Schwinge und Zarnekla, der Gemeindebezirk und Gutsbezirk Gülzow sowie aus dem Amtsbezirk Sassen die Gemeindebezirke Groß- und Klein-Bisdorf, Sassen und Groß- und Klein-Zarnewanz, die Gutsbezirke Lüssow, Pustow, Damerow, Schmietow, Treuen, Wüstenei und Groß- und Klein Zetelwitz sowie der Gemeindebezirk und Gutsbezirk Candelin                                                       |
| Amtsgericht Stralsund               | Stralsund        | der Stadtkreis Stralsund; aus dem Kreis Franzburg die Amtsbezirke Hohendorf, Niepars, Prohn, Pütte, Voigdehagen und der Gutsbezirk Pramort aus dem Amtsbezirk Sundische Wiese; aus dem Kreis Grimmen die Amtsbezirke Brandshagen und Reinkenhagen, jeweils außer dem Teil, der dem Amtsgericht Greifswald zugeordnet war |
| Amtsgericht Treptow an der Tollense | Altentreptow     | aus dem Kreis Demmin der Stadtbezirk Treptow an der Tollense und die Amtsbezirke Clatzkow, Gültz, Siedenbollentin und Teetzleben |
| Amtsgericht Wolgast                 | Wolgast          | aus dem Kreis Greifswald die Stadtbezirke Lassan und Wolgast, die Amtsbezirke Bauer, Boltenhagen, Groß-Bünzow-Rubkow, Cröslin, Hohendorf, Jägerhof, Pinnow-Lassan und Ziethen, die Wasseramtsbezirke Lassan und Wolgast, aus dem Amtsbezirk Carlsburg die Gutsbezirke Carlsburg und Steinfurth, aus dem Amtsbezirk Wrangelsburg die Gemeindebezirke Lühmannsdorf und Zarnekow und die die Gutsbezirke Giesekenhagen, Mökow, Wrangelsburg mit Brüssow, aus dem Amtsbezirk Wusterhusen die Gemeindebezirke Conerow, Klein Ernsthof, Latzow, Lubmin, Pritzwald, Vierow und Wusterhusen und die Gutsbezirke Brünzow, Freesendorf, Gustebin, Kräplin, Ronnendorf, Spandowerhagen, Stevelin, Stilow und Marsin und aus dem Kreis Usedom-Wollin die Amtsbezirke Crummin, Neuendorf und Peenemünde sowie aus dem Amtsbezirk Haff der vorlängs der Landgrenze des Gerichtsbezirkes gelegene Teil |

Der Landgerichtsbezirk hatte 1888 290.174 Einwohner. Am Gericht waren ein Präsident, ein Direktor und sechs Richter tätig. Ferner bestand eine Kammer für Handelssachen am Sitz des Amtsgerichtes Stralsund für dessen Bezirk, die mit zwei Handelsrichtern besetzt war. Für die Amtsgerichtsbezirke Stralsund, Barth, Franzburg und Bergen bestand eine Strafkammer bei dem Amtsgericht Stralsund.
Im Jahre 1945 wurde Stettin unter polnische Verwaltung gestellt, und das Oberlandesgericht Stettin musste seine Arbeit einstellen. Das Landgericht Greifswald wurde nun dem Oberlandesgericht Schwerin nachgeordnet.
Im Laufe des Krieges waren weiterhin einige Amtsgerichte aufgehoben oder in Zweigstellen umgewandelt worden. Damit bestanden im Gerichtsbezirk zum 1. Juli 1947 folgende Amtsgerichte: Ahlbeck (Seebad), Anklam, Barth (Z), Bergen (Rügen), Demmin, Gartz (Oder) (Z), Greifswald, Grimmen, Pasewalk (Z), Penkun, Stralsund, Ueckermünde und Wolgast (Z) (Z = Zweigstelle).
Im Jahre 1952 wurden in der DDR die Landgerichte abgeschafft. Der bisherige Sprengel des Landgerichtes Greifswald wurde auf das Bezirksgericht Rostock und das Bezirksgericht Neubrandenburg verteilt.

### NS-Zeit
In der Zeit des Nationalsozialismus war auch das Landgericht Greifswald an der Verfolgung Andersdenkender beteiligt. Ein herausragendes Beispiel dafür ist das Schicksal des 1930 zum Rektor der Universität Greifswald gewählten Gustav Braun (* 30. Mai 1881 Dorpat, † 11. November 1940 Oslo). Er blieb standhaft gegenüber den Forderungen nationalsozialistischer Studenten zur Neuausrichtung der Universität gemäß der NS-Ideologie. Die Polizei und Staatsanwaltschaft ermittelten daraufhin seit April 1933 gegen ihn auf Grund von Denunziationen, unter anderem wegen angeblicher Devisenvergehen. Kurz darauf wurde er verhaftet und im Mai 1933 vorläufig des Dienstes enthoben. Im Juni 1933 verurteilte ihn das Landgericht Greifswald. Die Revision und Neuanklage führten abermals zur Verurteilung wegen angeblicher Untreue. Gut ein Jahr später, im November 1934, wurde Braun jedoch in einem von ihm angestrengten Revisionsprozess vor dem Reichsgericht in allen Punkten freigesprochen. Allerdings war Braun bereits zuvor auf Betreiben des Universitätskurators zum 1. November 1933 gemäß Paragraph 6 des nach der Machtergreifung am 7. April 1933 erlassenen NS-Berufsbeamtengesetzes (BBG) in den Ruhestand versetzt worden. Nach Kriegsbeginn ließ sich Braun militärisch reaktivieren und nahm am Norwegenfeldzug der Wehrmacht teil. Er starb während seiner Tätigkeit im Stab des Wehrmachtsbefehlshabers Norwegen.
Ein weiterer, überregional Aufsehen erregender Fall war der des national-konservativen pommerschen Rittergutbesitzers und Politikers der DNVP, Hansjoachim von Rohr (1888–1971). Der SD verfolgte ihn wegen angeblicher Anstiftung zum Zusammenschluss reaktionärer Großgrundbesitzer. Das Landgericht Greifswald verurteilte ihn im Dezember 1943 wegen unerlaubten Umgangs mit Kriegsgefangenen zu einer drakonischen Gefängnisstrafe von acht Monaten, weil er an einem christlichen Begräbnis für zwei gefangene sowjetische Soldaten, die in seinem Betrieb eingesetzt waren, teilgenommen hatte. Das Reichsgericht hob die Entscheidung in einem Revisionsprozess im Mai 1944 auf und ordnete ein neues Verfahren vor einem anderen Landesgericht an. Dies wurde jedoch konterkariert durch die Verhaftung Rohr’s durch die Gestapo am 21. Juli 1944, die ihn bis April 1945 inhaftiert hielt. Wegen Rohr‘s Regierungstätigkeit als Staatssekretär ins Reichsernährungsministerium von Februar bis September 1933 war 1963 vom Bundesverwaltungsgericht bestätigt worden, dass Rohr eine Förderung des Nationalsozialismus vorzuwerfen sei. Das Verwaltungsgericht Greifswald schloss sich diesem Urteil an. Dieses Urteil wurde jedoch am 29. September 2010 durch das Bundesverwaltungsgericht aufgehoben.

### Nachkriegszeit
Nach dem Ende des Krieges setzte sich die Verfolgung Andersdenkender in der DDR nur unter anderen Vorzeichen fort. Auch die Richter und Staatsanwälte des Landgerichtes Greifswald nahmen daran teil. Dies betraf u. a. die Zeugen Jehovas, die sowohl im NS-Staat als auch in der DDR verfolgt wurden, nicht zuletzt, weil sie strikt jeden Militärdienst verweigerten. Ein Usedomer Zeuge Jehovas wurde im August 1950 verhaftet und am 17. Oktober 1950 vom Landgericht Greifswald zu acht Jahren Zuchthaus verurteilt.
Gleiches gilt für Angehörige des Kolpingwerkes, wie der „Kolpingsfamilie Weißensee“.
Das Landgericht Greifswald war außerdem in der Restitution jüdischen Eigentums involviert. So, im Falle des Kurhaus Binz auf Rügen. Die jüdischen Eigentümer waren 1940 vom NS-Staat enteignet und das Kurhaus an das Ehepaar Schäfer verkauft worden. Im November 1950 erklärte das Landgericht Greifswald den Kaufvertrag des Ehepaares Schäfer aus dem Jahr 1940 für nichtig. Der als Treuhänder wieder eingesetzte Eigner, Kaba-Klein, wurde allerdings im Rahmen der Maßnahmen der DDR-Regierung zur Verstaatlichung von Hotels im Zuge der ‘‘Aktion Rose‘‘ im Februar 1953 erneut verfolgt und zu zehn Jahren Zuchthaus verurteilt, unter anderem wegen angeblicher Verschleuderung von staatlichen Geldern sowie „privat-kapitalistische Interessen“ beim Mästen von Schweinen.
Anders als in Westdeutschland gingen Gerichte in der DDR jedoch rigoroser gegen NS-Täter vor. So verurteilte das Landgericht Greifswald im Jahr 1952 den Kriminalkommissar und Gestapochef von Belgrad, Bruno Sattler, der für Geißelerschießung und Ermordung Tausender Juden mitverantwortlich war, zu lebenslänglichem Zuchthaus.
In einem weiteren Aufsehen erregenden Fall urteilte das Landgericht Greifswald 1952 über William Borm, Politiker der FDP und Inoffizieller Mitarbeiter des DDR-Ministeriums für Staatssicherheit (MfS). Das MfS entführte den Politiker, klagte ihn nach einem zweijährigen Ermittlungsverfahren wegen Fehlverhaltens an und verurteilte ihn am 21. Juli 1952 zu zehn Jahren Haft.
Nicht zuletzt, ging das DDR-Regime gnadenlos gegen „Linksabweichler“ vor. Ein Beispiel ist die Verfolgung des Publizisten Alfred Weilands, der nach 1945 als Anführer einer losen Sammlung antistalinistisch gesinnter Linkssozialisten galt, die er zum Netzwerk einer „heimatlosen Linken“ aufbaute. Er wurde am 11. November 1950 vom MfS aus West-Berlin entführt und am 27. August 1952 vom Landgericht Greifswald in einem Geheimprozess ohne Verteidiger und Zeugen wegen Boykotthetze zu 15 Jahren Zuchthaus verurteilt. Weitere neun mitangeklagte Genossen aus Berlin und Mitteldeutschland erhielten Strafen bis zu zehn Jahren.

## Gebäude
Das ehemalige Landgerichtsgebäude (Domstraße 20) dient heute als Rechts- und Staatswissenschaftliche Fakultät der Universität Greifswald. Es steht unter Denkmalschutz.

## Richter
- Karl von Bülow Präsident (1880 bis 1884)